# Ryan Cross
Ryan Cross, va néixer el 6 d'octubre de 1979. És un jugador de rugbi a 15 i de rugbi a 13 australià, que juga actualment amb l'USAP de Perpinyà al lloc de centre (1,87 m i 104 kg).

## Carrera de jugador

### Al club
Ryan Cross va començar a jugar la lliga de rugbi 2000-2005 a la National Rugby League amb els Sydney Roosters. Des de 2007, jugarà en el Super Rugby amb l'equip de Perth Spirit. El 2010, es va unir a la Waratahs. L'agost de 2011, va fitxar pel club tres mesos de l'USAP com a comodí per a la Copa Mundial de Rugbi 2011.
- Rugby a XIII

2000-2005: Sydney Roosters
- Rugby a XV

2005-2010: Western Force
2007: Perth Esperit
2010-2011: Waratahs
Agost de 2011 fins a octubre de 2011: USAP (Joker Copa del Món)

## Equip nacional
Cross juga el seu primer partit el 28 juny 2008 wallabies contra l'equip de França. Va jugar el Tri Nations 2008.